# Клеомброт (регент)
Клеомброт (умер в 479 до н. э.) — спартанский регент в 480—479 годах до н. э., брат Клеомена I, Дориея и Леонида I, отец Павсания и Никомеда.

## Биография
Спартанский царь из рода Агиадов Анаксандрид II был женат на своей племяннице. Его супруга долгое время была бездетной. Согласно Геродоту, эфоры посоветовали царю «отпустить свою жену» и взять другую, чтобы не прекратился царский род. Анаксандрид ответил, что не поступит таким образом, так как не может отвергнуть ни в чём не повинную супругу. Тогда эфоры и геронты разрешили царю стать двоежёнцем. От второй жены у него родился мальчик, впоследствии ставший царём Клеоменом I. Вскоре и первая жена, ранее считавшаяся бездетной, родила одного за другим трёх сыновей.
Когда Анаксандрид умер, то стал вопрос о престолонаследии. На стороне Клеомена было старшинство, в то время как Дорией указывал на то, что родился от первого и как бы более законного брака. В конечном итоге вопрос был разрешён в пользу Клеомена. Несогласный с таким решением Дорией покинул Спарту.
У Клеомена была одна дочь Горго, которая стала женой своего дяди и преемника своего отца Леонида. После героической смерти последнего во время Фермопильского сражения в 480 году до н. э. царём официально стал сын Леонида Плистарх. Однако он был ещё ребёнком. Поэтому регентом был назначен младший брат Леонида и сын Анаксандрида II Клеомброт.
Он повёл пелопоннесскую армию на Истм, где союзники решили держать оборону. На военном совете было решено построить стену поперёк Истма, чтобы воспрепятствовать продвижению персов на Пелопоннес. Такая тактика оставляла Аттику незащищённой. Воины начали строить стену. В то же время союзный греческий флот одержал победу при Саламине. Вскоре пелопоннесское войско на Истме было распущено. Клеомброт вскоре по прибытии домой скончался, и регентство перешло к его сыну Павсанию. У Фукидида имеются упоминания другого сына Клеомброта, Никомеда, который во время Малой Пелопоннесской войны был регентом при своём племяннике Плистоанакте и командовал спартанской армией.